# Charles C. Stevenson
Charles Clark Stevenson, född 20 februari 1826 i Phelps, New York, död 21 september 1890 i Carson City, Nevada, var en amerikansk republikansk politiker. Han var den femte guvernören i delstaten Nevada 1887-1890.
Han flyttade 1859 till Nevada och arbetade inom bergsbruk, kvarnbruk och jordbruk. Han inledde sin politiska karriär som ledamot av delstatens senat i Nevada.
Stevenson vann 1886 års guvernörsval i Nevada som republikanernas kandidat och avled i ämbetet. Hans grav finns på Mountain View Cemetery i Oakland, Kalifornien.